# Surumu
Surumu (* 1974; † 3. November 1999) war ein Englisches Vollblutpferd, das von Walther J. Jacobs auf dem Gestüt Fährhof bei Bremen von Literat aus der Surama gezogen wurde. Der Fuchshengst wurde 1977 Sieger im Deutschen Derby in Hamburg-Horn.
Rennrekord:
- 2- bis 4-jährig: 9 Starts – 3 Siege – 1 zweite – 2 dritte Plätze,
- Gewinnsumme: 376.510 DM,
- Generalausgleich-Gewicht (GAG): 76,0 – 99,5 – ohne kg.

Surumu war 1977 mit 7 Längen  überlegener Sieger im Deutschen Derby. Eine Verletzung beendete seine Rennkarriere wenig später abrupt, doch in der Vollblutzucht war Surumu anschließend sehr erfolgreich. Er war sechsmal Champion der Vaterpferde und zehnmal Champion der Väter von Mutterstuten in Deutschland, womit er den Rekord überhaupt hält.
Er zeugte drei Derbysieger in Deutschland (Acatenango, Mondrian und Temporal) und einen in Italien (Osorio). Außerdem brachte er hervorragende Zuchtstuten hervor und wurde mit ihnen zu einem der wichtigsten Zuchthengste Deutschlands. Surumus Töchter sind u. a. Mütter des Irischen Derby- und Prix de l’Arc de Triomphe-Siegers Hurricane Run, Lomitas und des aktuell führenden deutschen Vaterpferdes Monsun. Noch im Jahre 2021 wurde er über seine Tochter Peace Time Vater–Mutter der Diana-Siegerin Palmas und belegte im Championat der Väter von Mutterstuten noch einmal einen guten 5. Platz. Über seinen Sohn Acatenango, Lando und Scalo setzte er die berühmte Hengstlinie von Dark Ronald bis zu Laccario, dem Derby-Sieger des Jahres 2019, fort.